# Sclerophylax tenuicaulis
Sclerophylax tenuicaulis är en potatisväxtart som beskrevs av Fulvio. Sclerophylax tenuicaulis ingår i släktet Sclerophylax och familjen potatisväxter. Inga underarter finns listade i Catalogue of Life.